# Лабо
Лабо (њем. Laboe) општина је у њемачкој савезној држави Шлезвиг-Холштајн. Једно је од 84 општинска средишта округа Плен. Према процјени из 2010. у општини је живјело 5.207 становника. Посједује регионалну шифру (AGS) 1057043, NUTS (DEF0A) и LOCODE (DE LAB) код.

## Географски и демографски подаци
Лабо се налази у савезној држави Шлезвиг-Холштајн у округу Плен. Општина се налази на надморској висини од 21 метра. Површина општине износи 5,2 km². У самом мјесту је, према процјени из 2010. године, живјело 5.207 становника. Просјечна густина становништва износи 996 становника/km².

## Међународна сарадња
| Мјесто   | Држава   | Врста сарадње | Од    |
| -------- | -------- | ------------- | ----- |
| Нојмаркт | Аустрија | партнерство   | 1968. |
| Извор    |          |               |       |